# Personnages de Six Feet Under

Cet article présente les personnages de Six Feet Under,  série télévisée américaine créée par Alan Ball.

## Protagonistes

### Famille Fisher

#### Nate Fisher
Nathaniel Samuel Fisher Jr, interprété par Peter Krause et plus connu sous le diminutif « Nate », est l'aîné des trois enfants de Ruth et Nathaniel Sr. Il épousera sa petite amie Brenda Chenowich.
- Biographie : en tant qu'aîné, Nate était censé être le successeur de son père à la tête de l'entreprise, alors que la mort l'a toujours révulsé. Par rébellion, il fuit la maison très jeune, passe deux années à l'université, voyage à travers toute l'Europe puis s'installe à Seattle où il dirige la plus grande coopérative de produits biologiques de la région. Il y entretiendra avec son amie Lisa Kimmel des rapports sexuels intermittents ; il la convaincra de procéder à un avortement à la suite d'une de leurs aventures. Ses rapports avec sa famille sont de plus en plus distants. Son père meurt la veille de Noël 2000, alors que Nate revient passer les fêtes de Noël en famille et revient d'une aventure d'un soir avec une femme rencontrée dans son avion : Brenda. Il décide contre toute attente de changer d'activité et de travailler dans l'entreprise familiale, après s'être découvert un don naturel pour accompagner autrui dans le travail de deuil ; il apprendra petit à petit les ficelles du métier et se réconciliera avec son frère David. Parallèlement son idylle avec Brenda prend un tour plus sérieux (il n'a jamais eu de relation sérieuse auparavant). On lui diagnostique une dangereuse malformation cérébrale, susceptible de le tuer à n'importe quel moment. Prenant d'abord la nouvelle à la légère, il souffre plus tard de quelques symptômes avant-coureurs d'une attaque à Seattle, en visite chez Lisa ; cédant à la panique, il passe la nuit avec elle. Il acceptera la demande en mariage de Brenda, et découvrira plus tard que Lisa attend un enfant de leur union ; il hésite longuement sur la décision à prendre. Néanmoins sa relation avec Brenda s'écroule du fait de leurs infidélités respectives ; il subit une opération de chirurgie lourde résolvant ses problèmes médicaux. Se retrouvant seul, il demande Lisa en mariage et reconnaît leur enfant, Maya. Leur ménage, d'abord heureux, n'en est pas moins morne et turbulent, et le retour de Brenda dans les parages le conduit à une tension adultérine. C'est très peu après avoir compris à quel point il tient vraiment à Lisa qu'on la retrouve morte ; l'évènement va traumatiser Nate.
- Personnalité : se décrivant lui-même comme étant épicurien, il cherche au début de la série à profiter au maximum de sa vie. Cependant sa capacité d'empathie et son besoin d'aider les gens autour de lui le poussent à faire de son mieux pour offrir à tous du réconfort.
- Conception :

#### David Fisher
David James Fisher, interprété par Michael C. Hall, est le cadet des trois enfants de Ruth et Nathaniel Sr. Il finira par épouser son amant Keith Charles.
- Biographie :

Au moment de la mort Nathaniel Sr, il est le second de son père dans l'entreprise de pompes funèbres. Malgré sa volonté et son professionnalisme, il n'a ni la même capacité de compassion que son père ou son frère (bien que cela s'arrangera au cours de la série), ni la même maitrise de l'embaumement que Federico. 
- Personnalité :
- Conception :

#### Claire Fisher
Claire Simone Fisher, interprétée par Lauren Ambrose, est la benjamine des trois enfants de Ruth et Nathaniel Sr, née plus d'une décennie après ses deux frères.
- Biographie : dernière née de la famille Fisher, c'est une adolescente rebelle qui au début de la série vient de prendre de la drogue lorsque son père meurt, ce qui ne l'empêche pas de manquer d'empathie à l'égard du reste de sa famille. Ne considérant pas Nathaniel comme un membre de sa famille car étant parti dès ses 18 ans du foyer familial, elle se rebelle souvent contre l'autorité que lui, David et leur mère représentent.
- Personnalité :
- Conception :

#### Ruth Fisher
Ruth O'Connor Fisher, interprétée par Frances Conroy, est la mère de Nate, David et Claire et la veuve de leur père, Nathaniel Sr.
- Biographie : épouse de Nathaniel, elle est la première à apprendre la mort de son mari, à la suite de cela elle quittera son amant (un coiffeur) et décidera de vivre sa vie pleinement, en retrouvant sa personnalité féminine et pas seulement maternelle, elle va également devenir actionnaire de l'entreprise familiale et donc une femme active.
- Personnalité :
- Conception :

### Autres

#### Brenda Chenowith
Brenda Chenowith (1969-2051), interprétée par Rachel Griffiths, est la petite amie, l'épouse et enfin la veuve de Nate Fisher.
- Biographie : alors que Nathaniel rentre à Los Angeles pour les fêtes, Brenda est dans le même avion que lui, après avoir sympathisé lors du vol, ils font l'amour dans l'aéroport. C'est après cet acte que Nathaniel apprend la mort de son père, Brenda l'accompagnera alors à la morgue et à la suite de cela une relation naîtra en ce qui n'aurait dû être qu'une aventure d'un soir. Brenda est une jeune femme pleine de mystères, enfant surdouée elle a été « exploitée » par un psychiatre de renom qui lui fait subir toutes sortes d'expériences et publie un livre Charlotte jour et nuit. Brenda a parfois des relations plus qu'ambigües avec son frère Billy, elle a même sacrifié ses brillantes études pour rester près de Billy, à la suite de ce que sa mère lui a fait passer pour une tentative de suicide.

- Personnalité :
- Conception :

#### Keith Charles
Keith Dwayne Charles (1968-2029), interprété par Mathew St. Patrick, est le petit ami puis mari de David Fisher.
- Biographie : policier, il assume ouvertement son homosexualité et doit faire face aux railleries de ses collègues. Il en veut légèrement à David de ne pas l'assumer autant que lui et l'encourage à faire son coming-out (1x12). Il aide notamment Claire lorsqu'elle vole un pied pour effrayer un étudiant ayant raconté ses exploits sexuels.
- Personnalité :
- Conception :

#### Federico Diaz
Hector Federico Diaz (1974-2049), interprété par Freddy Rodríguez, est l'employé de l'entreprise de pompes funèbres Fisher et un ami de la famille. 
- Biographie :
- Personnalité : Il est en règle générale loyal à l'entreprise, mais a quelquefois songé à rejoindre une multinationale pour gagner plus d'argent et pouvoir nourrir sa femme et ses deux enfants. Cependant, le fait que le père de Nate et de David ait payé ses études le rend fidèle à Fisher and Sons.
- Conception :

## Famille élargie

### Famille Chenowith

#### Billy Chenowith
William Chenowith, interprété par Jeremy SISTO, et plus connu sous le diminutif « Billy », est le frère cadet de Brenda Chenowith. Artiste et photographe de talent, Billy a une relation ambiguë et obsessionnelle avec sa sœur Brenda. Diagnostiqué bipolaire, il se montre très possessif et dépendant d'elle allant jusqu'à être menaçant envers les différents amants de sa sœur. Il a également une relation conflictuelle avec ses parents et le monde psychiatrique. Il a une obsession pour "Nathaniel et Isabel" un livre pour enfant dans lequel un frère et une sœur vivent différentes aventures.

### Famille Fisher

#### Sarah O'Connor
La jeune sœur de Ruth, qui est son antithèse totale. Elle commence une vie de bohème artistique très jeune, ce qui poussera Ruth à rester à domicile à s'occuper de leur grand-mère invalide et abandonner tout espoir de faire des études universitaires. Jusqu'à très longtemps Ruth lui en voudra fortement d'avoir sacrifié sa liberté pour la sienne et d'avoir eu à ses yeux une vie plus « amusante » que son existence de femme à foyer. Elle ignore pourtant que Sarah a subi ses propres épreuves elle aussi : la mort de l'homme de sa vie alors qu'elle n'avait que vingt-et-un ans, son infertilité et son absence totale de talent artistique. Cette dernière caractéristique l'affecte particulièrement puisqu'une partie écrasante des gens qu'elle fréquente est constituée d'artistes célèbres. Elle ne cesse de voyager à travers le monde et revient de temps à autre dans sa résidence sur le canyon de Topanga. Au début de la série, cela fait des années qu'elle n'a plus eu contact avec la famille Fisher ou sa sœur ; invités à une randonnée dans le canyon avec son amie Fiona Kleinsmith, Nate perd sa virginité avec elle et David se perd dans la nature. Furieuse, Ruth coupe les ponts (Sarah enverra tout de même des fleurs pour l'enterrement de Nathaniel, étant bloquée au Pérou pour l'enterrement). Ce n'est qu'à la suite de son expérience avec l'organisation « Le Plan » que Ruth tente de briser la glace entre elles, même si la jalousie et la personnalité envahissante de Sarah dans la maisonnée ravivent les tensions. Elles finiront néanmoins par se réconcilier. Sarah prend d'emblée Claire comme une artiste prometteuse et c'est elle qui lui donne l'idée de poursuivre cette voie pour sa carrière universitaire. Ruth la retrouve quelques mois plus tard victime d'une dépendance grave à la vicodine, et réduite à recourir à l'autorité de son amie Bettina pour entamer sa désintoxication. Sa consommation excessive de vicodine était selon elle motivée par sa peur de vieillir. Elle causera plus tard involontairement la mort de son amie Fiona en l'incitant à se promener dans le canyon où elle fera une chute fatale ; elle est également là pour l'enterrement de Nate et c'est elle qui lit le poème choisi pour ses funérailles.

#### George Sibley
George Sibley, joué par James Cromwell, est le second mari de Ruth, un professeur de géologie déjà marié six fois et cachant son passé à sa nouvelle épouse. Il a deux enfants d'un précédent mariage: un fils, Brian, et une fille, Maggie, qui est représentante pharmaceutique. Avant de se marier, alors qu'il était encore étudiant, George a eu une relation avec une femme qui s'est retrouvée enceinte d'un fils, Kyle. Avant la naissance de Kyle, toutefois, George s'est désisté de son droit de garde à la demande de la famille de la jeune fille, et Kyle, bien que né dans une famille fortunée, détestera profondément son père et lui enverra même des boîtes de matières fécales peu après son établissement dans la maison Fisher. George et Kyle se réconcilieront par la suite avec l'aide de Ruth. 
George souffre d'une dépression nerveuse et subit une thérapie par électrochocs, ne pouvant se remettre du suicide de sa mère quand il était enfant, en 1953. Ruth ne pourra supporter de prendre soin de lui, et ils se sépareront. Un peu plus tard il révèlera à Ruth qu'il est fiancé pour la huitième fois. Ruth avertira cette nouvelle fiancée du passé de George et sabotera la relation. George et Ruth se concilieront plus tard au moment de la mort de Nate, George aidant à s'occuper de Maya. Ils planifieront d'emménager ensemble, mais Ruth changera d'avis à la dernière minute, préférant son indépendance. Entre-temps sa fille Maggie sortira de sa vie après lui avoir jeté le blâme pour ses problèmes. Ruth et George demeureront dans des résidences distinctes, mais resteront ensemble jusqu'à la mort de cette dernière en 2025.